# Larchant
Larchant – miejscowość i gmina we Francji, w regionie Île-de-France, w departamencie Sekwana i Marna.
Według danych na rok 1990 gminę zamieszkiwało 578 osób, a gęstość zaludnienia wynosiła 20 osób/km² (wśród 1287 gmin regionu Île-de-France Larchant plasuje się na 770. miejscu pod względem liczby ludności, natomiast pod względem powierzchni na miejscu 23.).